# Чебрен
Чебрен или Чемрен (на македонска литературна норма: Чебрен) е средновековен град в Северна Македония, разположен в землището на село Зовик, община Новаци. Градът е наследен от едноименното село, от което единственият остатък е Чебренският манастир „Свети Димитър“. Градът е обявен за паметник на културата.

## Местоположение
Чебрен е разположен в южната част на Република Македония, в областта Мариово, на един отделен вулканичен куп, наречен Марта, на височина 550 m над река Черна (Църна), която го обхваща от три страни. По-ниска тераса чрез тясно седло свързва вулканичния куп с други ридове на юг. Покрай Чебрен минава локалният планински път от Битолското поле на запад към Каймакчалан и Кожух на изток.

## Античност
В античността тук е бил разположен град Антания, епископско седалище в V–VI век. На вулканичния куп в късната античност е изграден силен кастел (акропол), обхващащ пространство от 3 ha. На по-ниската южна тераса съществува цивилно селище, също оградено с крепостна стена. Стените са градени с хоросан и имат много кули. Цялото пространство е планирано и оформено като град с големина от 5 ha, а с акропола - общо 8 ha. В центъра на селището има голяма базилика, чиито основи и част от мраморната пластика се виждат около наследилата я средновековна църква. Изобилието от желязна сгур показва, че селището се е занимавало с железодобив. Следи от старите рудници има на много места в околността.

## Средновековие
В рамките на средновековния град са руините на средновековния манастир и на изселеното село Чебрен. В средновековието е обновен акрополът, като новата крепостна стена отстъпва от линията на късноантичната и има белези, типични за XIII - XIV век. Укрепеното пространство от това време е 1,5 ha. При разкопките в това пространство през 1976 - 1978 година е сондирано жилищното пространство покрай стената и е открита керамика, монети от XI - XIV век и различни малки предмети, сред които бронзова апликация с изображение на глава-ездач и кръст реликварий от X - XI век.
На мястото на базиликата от VI век е изградена нова, по-малка църква, вероятно през XIII - XIV век, която е обновена и изписана в XVI век - Чебренският манастир. Друга църква, посветена на Свети Илия, е изградена в същото време на югоизточния ъгъл на античната крепостна стена.
Стопанската основа на късносредновековния град Чебрен (Чемрен) продължава да бъде преработката на желязната руда. Крепостта носи славянско име. Чемрен остава под византийска власт до 1331 или 1334 година, когато е завладян от Сърбия. След османското завоевание рударството замира, а крепостта е наследена от селцето Чебрен и манастира.